# Edward Roberts (Konstrukteur)
Edward Roberts (* 1. Mai 1845 in Deptford Broadway; † 4. August 1933 in Woolwich) war ein britischer Konstrukteur.
Der Sohn von John Roberts aus Greenwich arbeitete ab 1860 als Assistent am Royal Greenwich Observatory und wurde 1864 zum Nautical Almanac Office versetzt. 1868 zum Sekretär des Tidal Committee ernannt, wurde er im Winter 1872/73 mit der Konstruktion der von Lord Kelvin entworfenen Gezeitenrechenmaschine betraut. 1872 erwählte die Royal Astronomical Society ihn zum Fellow. Später spielte er eine wichtige Rolle beim Entwurf und Konstruktion der Universal-Gezeitenrechenmaschine, die von Indian an Colonial Government sowie dem Admiralty Hydrographic Office verwandt wurde. Für diese Arbeit erhielt er bei seiner Pensionierung im Jahr 1907 den Imperial Service Order. 
Sein Haus in der 7 Blessington Road überließ er seinem Sohn und zog mit seiner Frau Louisa, geb. Webb, zur Park Lodge, Eltham und später nach Broadstairs, Kent.